# Joel Sayre
Joel Grover Sayre (* 13. Dezember 1900 in Marion, Indiana; † 9. September 1979 in Taftsville, Vermont) war ein US-amerikanischer Schriftsteller, Journalist und Drehbuchautor.

## Leben
Joel Grover Sayre wurde im Jahr 1900 als Sohn des Geschäftsmannes Joel Grover Sayre und der Fotografin und Inneneinrichterin Nora Clemens geboren. Er wuchs in Columbus, Ohio auf. In seiner Jugendzeit war er mit dem späteren Schriftsteller James Thurber befreundet. Mit dem Eintritt der Vereinigten Staaten in den Ersten Weltkrieg wollte er sich im Alter von 16 Jahren zur United States Army melden, wurde aber wegen seiner Minderjährigkeit abgewiesen. Stattdessen meldete er sich mit einer gefälschten Geburtsurkunde bei der Canadian Army und wurde mit der Canadian Expeditionary Force in Sibirien eingesetzt. Nach dem Krieg schloss er in England ein Literaturstudium an der Oxford University ab und brach ein Medizinstudium am Universitätsklinikum Heidelberg ab.
Mit seiner Rückkehr nach Columbus begann er als Journalist für das Columbus Journal zu arbeiten. Später arbeitete er als Sportjournalist für den Boston Herald. Anschließend zog er als Kriminalreporter nach New York City, wo er bei der New York World und der New York Herald Tribune tätig war. Er berichtete über die Organisierte Kriminalität, Polizeieinsätze und Gerichtsverhandlungen. Häufiges Thema dieser Zeit war dabei der irischstämmige Jack Diamond. Aus diesen Erfahrungen heraus begann er seine ersten Romane zu schreiben.
Mit dem Roman Rackety Rax debütierte Sayre 1932 als Schriftsteller. Das Buch wurde noch im selben Jahr von der Fox Film Corporation verfilmt. Alfred L. Werker inszenierte die Krimikomödie mit Victor McLaglen und Greta Nissen in den Hauptrollen. In den folgenden Jahren konnte sich Sayre dazu als Drehbuchautor etablieren und schrieb an 15 Film- und Fernsehprojekten mit. Seine bekannteste Drehbucharbeit wurde der von George Stevens inszenierte Abenteuerfilm Aufstand in Sidi Hakim mit Cary Grant und Douglas Fairbanks jr.
Als der Zweite Weltkrieg ausbrach, begann er als Kriegsreporter für den New Yorker zu arbeiten. Er berichtete über das Persian Gulf Command und die Teheran-Konferenz. Seine Erfahrungen flossen in das 1945 veröffentlichte Buch Persian Gulf Command: Some Marvels On The Road To Kazvin ein. Zum Ende des Krieges wurde er nach Deutschland geschickt, wo er über die letzten Tage des Krieges berichtete. Seine Eindrücke verarbeitete er mit dem Roman The House Without a Roof, welcher das Leben einer jüdischen Familie im Nazi-Regime beschreibt.
Nach dem Krieg schrieb er unter anderem für das Time-Magazine. Seine 1949 im New Yorker veröffentlichte Kurzgeschichte The Man on the Ledge wurde zwei Jahre später von 20th Century Studios unter dem Titel Vierzehn Stunden verfilmt. Der von Henry Hathaway inszenierte und mit Paul Douglas und Richard Basehart in den Hauptrollen besetzte Thriller wurde für einen Oscar nominiert.
Für mehrere Jahre bereiste Sayre die Welt, bevor er eine Lehrposition an der Annenberg School of Communications, der Fakultät für Kommunikationswissenschaften an der University of Pennsylvania annahm. Er unterrichtete bis 1971 und zog sich anschließend als Privatier zurück.
Sayre war von 1930 bis zu ihrem Tod 1960 mit der Journalistin Gertrude Sayre verheiratet. Seine Tochter war die Journalistin Nora Sayre. Vier Tage vor seinem 79. Geburtstag starb er am 9. September 1979 an den Folgen eines Herzinfarktes in Taftsville. Dort lebte er die letzten Jahre zurückgezogen mit seiner langjährigen Partnerin Jeanette Lowe.

## Filmografie (Auswahl)
- 1934: Come On, Marines!
- 1934: The Hell Cat
- 1935: His Family Tree
- 1935: The Payoff
- 1935: Annie Oakley
- 1936: The Road to Glory
- 1937: Meet the Missus
- 1937: The Toast of New York
- 1938: There’s Always a Woman
- 1939: Aufstand in Sidi Hakim (Gunga Din)

## Werke (Auswahl)
- Rackety Rax (1932)
- Hizzoner the Mayor (1933)
- Persian Gulf Command: Some Marvels On The Road To Kazvin (1945)
- The House Without a Roof (1948)
- The Man on the Ledge (1949, Kurzgeschichte)